# Efecto Thorpe-Ingold
El efecto Thorpe-Ingold, efecto gem-dimetil o compresión angular es un efecto observado en química donde los sustituyentes grandes favorecen el cierre del anillo y las reacciones intramoleculares. El efecto fue reportado por primera vez por Beesley, Thorpe e Ingold en 1915 como parte de un estudio de reacciones de ciclación. Desde entonces se ha generalizado a muchas áreas de la química.
En química orgánica se está familiarizado con el efecto dialquil geminal, por el cual las reacciones de formación de anillos intramoleculares ocurren más rápido cuando la cadena de enlace entre los sitios reactivos incluye un átomo de carbono tetraédrico que lleva dos sustituyentes alquilo. La ciclación correspondiente con solo sustituyentes de hidrógeno en la misma posición ocurre más lentamente. El efecto gem-dialquilo a menudo se ha explotado en síntesis, y es común escuchar que el término se usa indistintamente como "Efecto Thorpe-Ingold", pero no son sinónimos. No obstante, las primeras ideas para explicar la aceleración de la velocidad vinieron del laboratorio de Jocelyn Thorpe en el Imperial College de Londres, en 1915, donde Christopher Ingold era su alumno.
Thorpe, Ingold y Beesley notaron que las ciclaciones con carbonos cuaternarios eran más rápidas que otros sustratos. Sus cálculos estimaron que el ángulo de enlace en los átomos de carbono tensados era de 109.5 ° mientras que el de metileno era de 112,2 °. El artículo concluyó que este ángulo de enlace disminuido obliga a un posicionamiento más sugerente para la formación de anillos.
Hay dos factores principales que se utilizan para explicar el efecto Thorpe-Ingold:
1. Ángulo de enlace comprimido: la sustitución de alquilo geminal hace que el ángulo de enlace entre los dos grupos de reacción sea más estrecho que 109.5˚ (ángulo tetraédrico regular), lo que promueve la ciclación (especialmente la formación de anillos pequeños). Para verlo, se puede poner como ejemplo el ácido malónico:
2. Disminución de la libertad de conformación: la repulsión estérica causada por los sustituyentes geminales aumenta la probabilidad de que la molécula tome la conformación que favorece la ciclación.
Es por lo tanto un efecto cinético. Añadiéndole un átomo de carbono más al ácido malónico del ejemplo anterior, tenemos el ácido succínico. La ciclación de este ácido carboxílico a anhídrido succínico tiene un efecto cinético muy marcado cuanta mayor sea la sustitución gem-dialquílica:
Otro ejemplo para ilustrarlo es comparar las velocidades de formación de una lactona (lactonización) de varios ácidos 2-hidroxibencenopropiónicos. La colocación de un número creciente de grupos metilo acelera el proceso de ciclación: